# Anilocra nemipteri
Anilocra nemipteri är en kräftdjursart som beskrevs av Bruce 1987. Anilocra nemipteri ingår i släktet Anilocra och familjen Cymothoidae. Inga underarter finns listade i Catalogue of Life.